# Всеволод Ярополкович
Всеволод Ярополкович (*д/н — до 1261) — князь Чернігівський у 1246—1261 роках. Відомий лише за Любецьким синодиком.

## Життєпис
Походив з династії Рюриковичів, гілки Ольговичів. Син Ярополка Ярославича. Записаний у Любецькому синодику (поз. 27) з дружиною Анастасією. Близько 1214 року стає князем Сновським. З огляду на невеличкий розмір князівства, воно опинилося поза увагою монгольського війська під час навали 1239—1241 років на Південну Русь. 
Дослідники Р. Зотов, М. Баумгартен та Л. Махновець вважають, що Всеволод, скориставшись поразкою чернігівських князів від монголів, плюндруванням останнім Чернігова зумів захопити його й стати чернігівським князем. Проти цього виступає Л. Войтович, що вважає неможливим отримання Чернігівського престолу таким дрібним князем. Проте, можливо, 1246 року Всеволода-Лаврентій зумів таки на деякий час зайняти Чернігів, але був вигнаний звідти Андрієм Всеволодовичем, сином Всеволода Чермного.

## Родина
Дружина — Анастасія (походження невідоме).
Діти: син, можливо, Андрій.